# Fontaine-le-Dun
Fontaine-le-Dun település Franciaországban, Seine-Maritime megyében. Lakosainak száma 876 fő (2022. január 1.). Fontaine-le-Dun Autigny, Bourville, Crasville-la-Rocquefort, Gruchet-Saint-Siméon, Houdetot és Saint-Pierre-le-Viger községekkel határos.

## Népesség
A település népességének változása:
| Lakosok száma | 855  | 890  | 946  | 903  | 901  | 899  | 893  | 885  | 876  |
|               | 2013 | 2015 | 2016 | 2017 | 2018 | 2019 | 2020 | 2021 | 2022 |